# هرتابرلین II
هرتابرلین ۲ (Hertha BSC II) تیم ذخیره هرتابرلین است که در برلین ، آلمان مستقر است. از نظر تاریخی، در طول زمانی که تیم بزرگسالان در فوتبال حرفه‌ای بازی می‌کرد، این تیم با نام هرتابرلین آماتور بازی می‌کرد. از سال ۲۰۰۵، این تیم با نام هرتابرلین II شناخته میشود.
این تیم در حال حاضر در لیگ منطقه‌ای نوردوست  در سطح چهار بازی می‌کند. بزرگترین دستاورد این تیم رسیدن به فینال جام حذفی آلمان در سال ۱۹۹۳ است . هرتابرلین II تنها تیم ذخیره‌ای که به این مهم دست یافته است.